# Rhodopechys
Genre
Le genre Rhodopechys comprend deux espèces de passereaux appartenant à la famille des Fringillidae.

## Liste des espèces
D'après la classification de référence du Congrès ornithologique international (ordre phylogénique) :
- Rhodopechys sanguineus – Roselin à ailes roses
- Rhodopechys alienus – Roselin de l'Atlas ; séparée de R. sanguinea

Les autres espèces autrefois présentes dans ce genre ont été réparties dans les genres Bucanetes et Rhodospiza.